# Witte kerkje (Kats)
Het Witte kerkje is een protestantse kerk van de Nederlandse Hervormde Kerk in Kats in de provincie Zeeland.

## Geschiedenis
In 1687 werd een eerste kerkje zonder toren gebouwd waarna in 1757 een eerste toren met klok in dienst genomen werd. De kerk bevond zich in het begin van de 19e eeuw in een bouwvallige staat en in 1870 werd een grootschalige renovatie en aanbouw van een toren gedaan. De consistorie ontstond in 1889. In 1951 werd de toren op kosten van de burgerlijke gemeente verbouwd. In de toren hangt nog steeds de klok uit 1757.
Na de fusie van de Hervormde gemeente Kats en de Hervormde gemeente Kortgene einde jaren 1990 was het kerkje in Kats overbodig geworden. In 2001 werd de kerk overgedragen aan de Stichting Oude Zeeuwse kerken. Er worden nog kerkdiensten gehouden en de kerk doet onder meer dienst als concert- en expositieruimte en trouwlocatie.

## Beschrijving
Het kerkgebouw is een bescheiden zaalkerk, wit gepleisterd met rondboogvensters en in het midden van de lange gevel bevindt zich een slanke zadeldaktoren met dakruiter. In de kerk staat een kansel uit de tweede helft van de 17e eeuw. Het eerste kerkorgel uit 1906 werd in 1927 buiten gebruik gesteld en vervangen door een pijporgel van de firma Giessen uit Goes.

## Fotogalerij

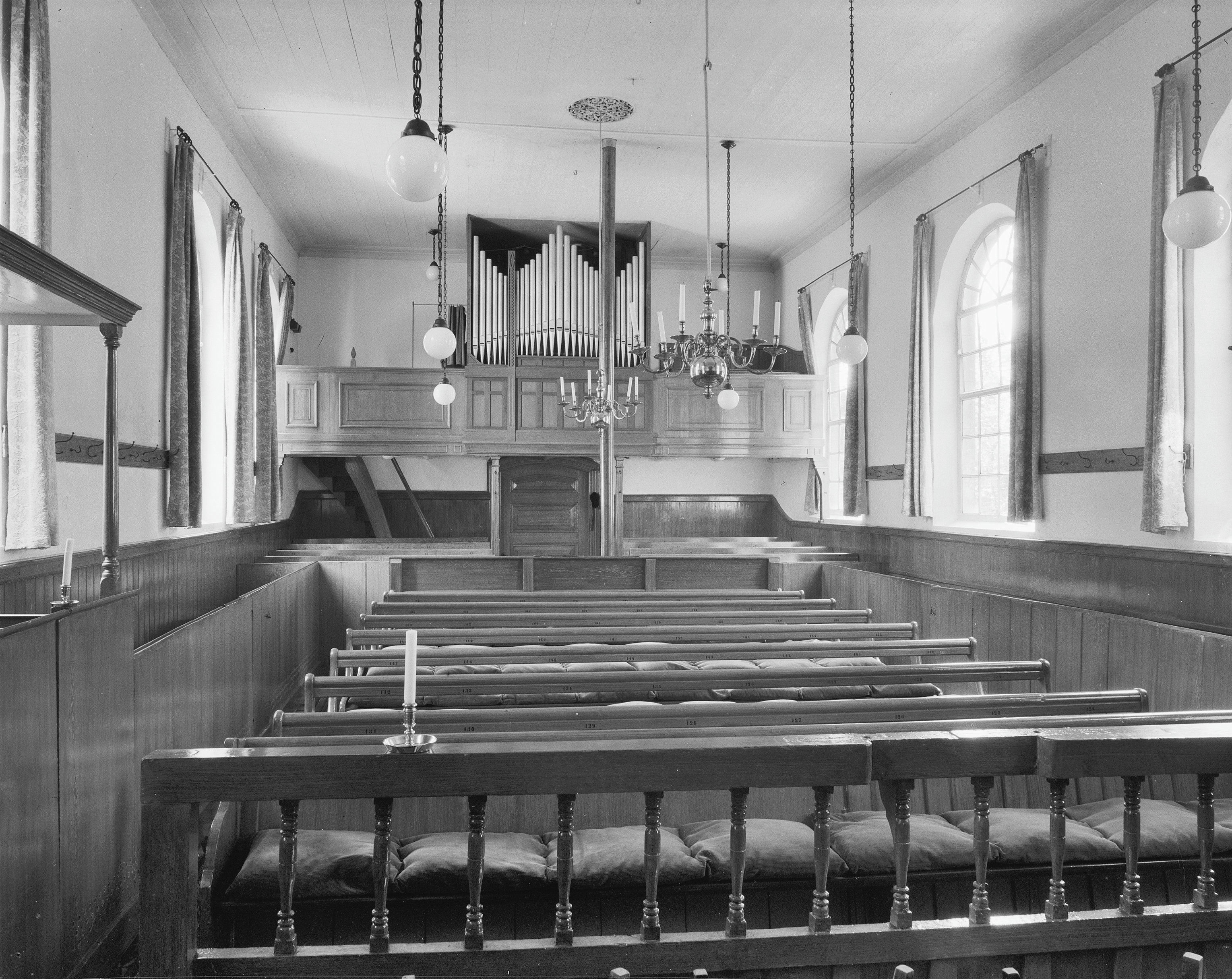
Binnenzicht anno 1966 met orgel en houten banken
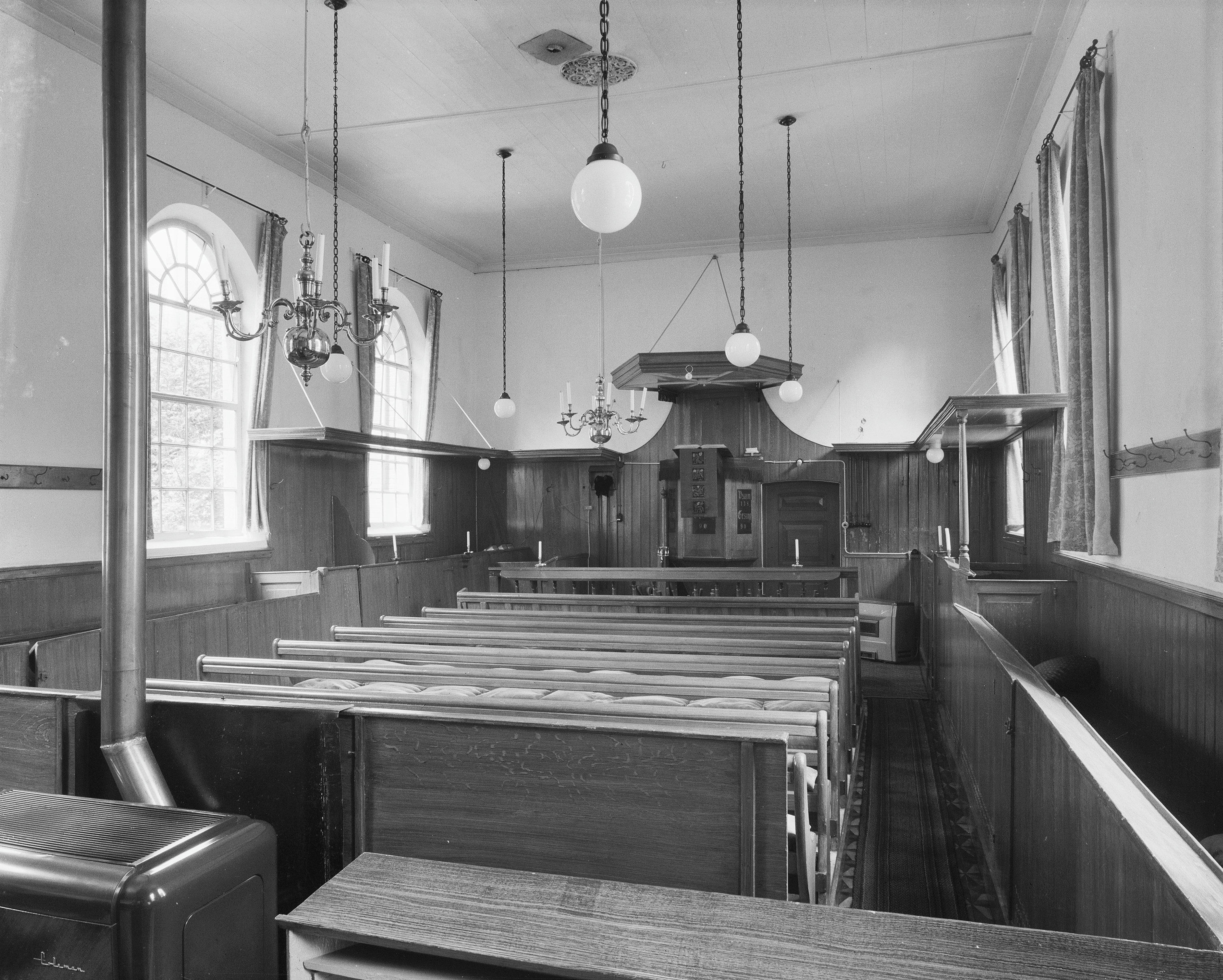
Binnenzicht anno 1966 met kansel
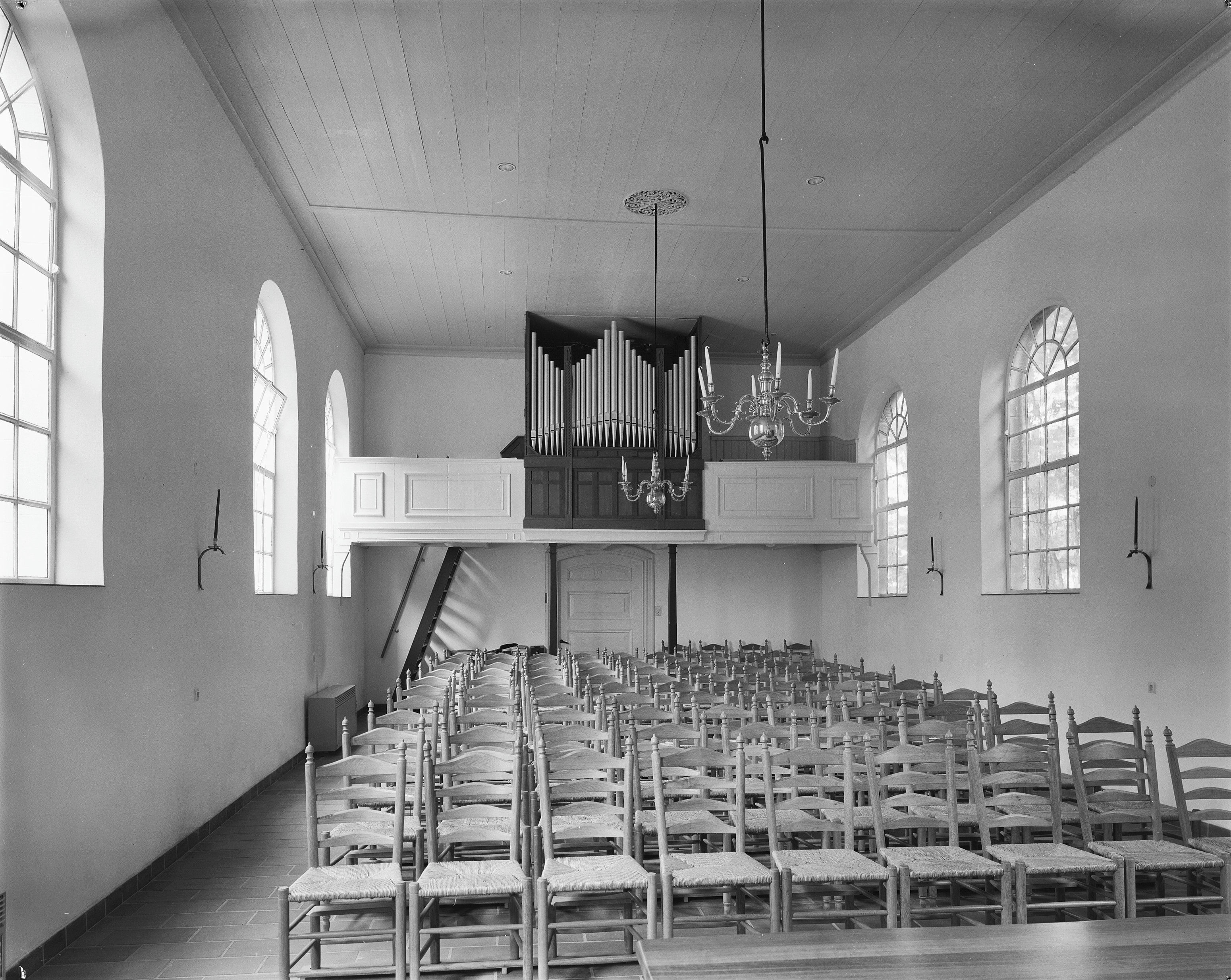
Binnenzicht anno 1977, houten banken vervangen
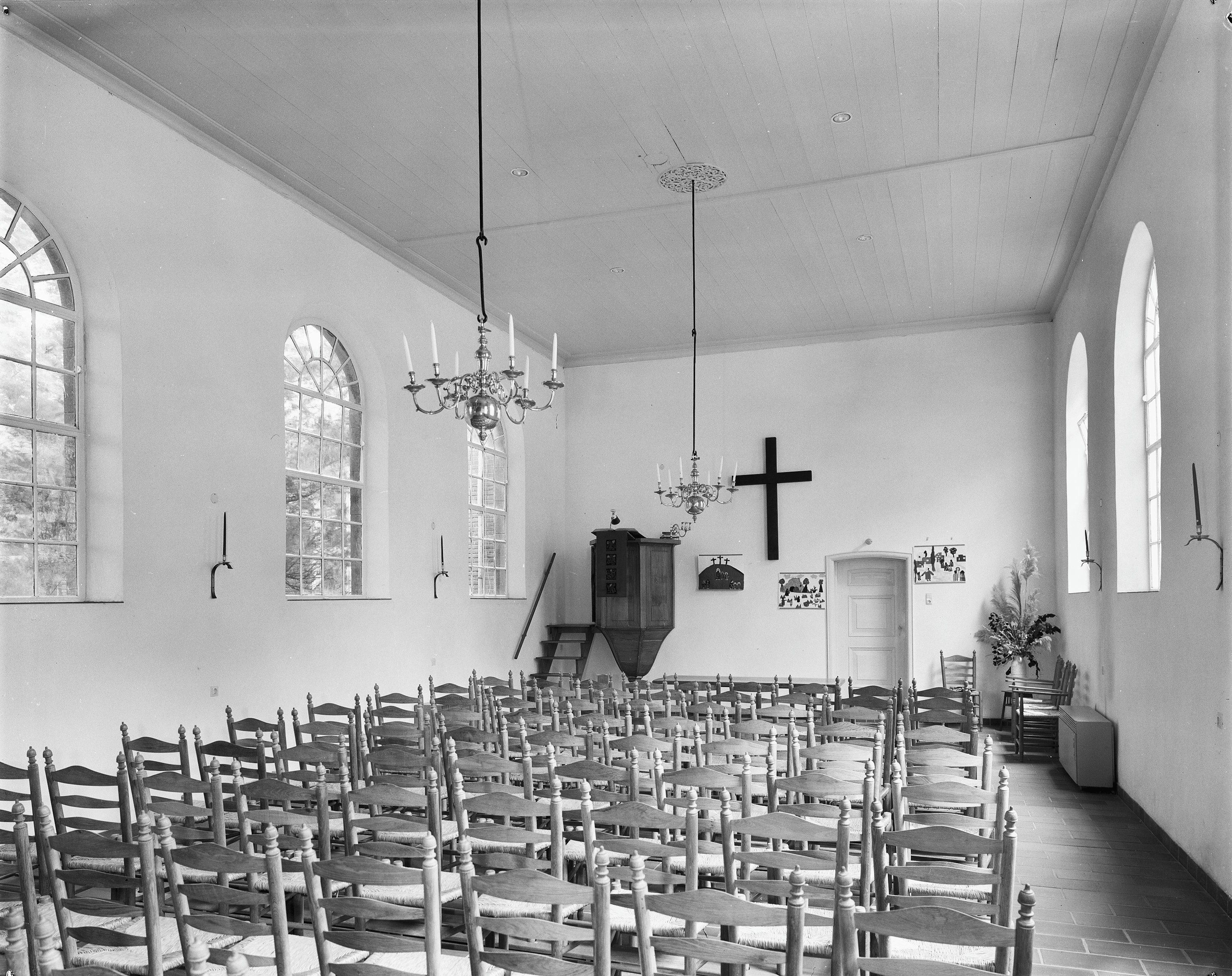
Binnenzicht anno 1977, houtwerk volledig verdwenen